# Le Retour (Boulanger)
Pour les articles homonymes, voir Le Retour.
Le Retour (La Nef légère) est une mélodie pour voix et piano de Lili Boulanger composée en 1912 sur un poème de Georges Delaquys.

## Composition
Le Retour (dont le texte du manuscrit initial est un autre poème, La Nef légère) est composé du 2 au 11 août 1912 sur le poème Le Retour d'Ulysse de Georges Delaquys.
L'incipit de l'œuvre est : « Ulysse part, la voile au vent / [La nef légère a pris l'essor] ».
La mélodie est dédiée à Hector Dufranne, baryton-basse créateur en 1902 du rôle de Golaud dans Pelléas et Mélisande de Claude Debussy,.

## Création
L'œuvre est créée le 18 novembre 1913 à Paris, au palais d'Orsay, lors d'une soirée musicale « Rome-Athènes », par Lucienne Bréval (soprano) et la compositrice au piano.

## Édition
La partition est publiée par Ricordi (Paris, 1918, cotage R. 536, daté à la fin : « Gargenville, 1912 »). Le contrat d'édition a été signé par Lili Boulanger le 29 janvier 1918 et la date de première publication est le 12 juin 1919. Le copyright a été attribué en juin 1919 et renouvelé le 27 mai 1947.
La mélodie est aussi publiée par Schirmer (New York) en 1979 (cotage ED. 3217-48181c) au sein du recueil Quatre Chants pour voix et piano, avec une traduction anglaise de Jane May (The Return).
L'œuvre est ensuite publiée par Durand en 2000 (Paris, cotage D.&F. 15284) au sein du recueil Quatre Mélodies.

## Commentaires
Le Retour est d'une durée moyenne d'exécution de quatre minutes trente environ.
Le musicologue Christian Goubault relève que l'œuvre, « où Ulysse part vers Ithaque, est en fa dièse majeur. Cette mélodie est dominée par un motif sur pédale rappelant les sortilèges du Prélude à l'après-midi d'un faune : piano et voix y sont traités d'une manière particulièrement somptueuse ».

## Discographie
- In Memoriam Lili Boulanger, Doris Reinhardt (mezzo-soprano) et Émile Naoumoff (piano), Marco Polo 8.223636, 1993.
- Lili Boulanger : les mélodies, Sonia de Beaufort (mezzo-soprano) et Alain Jacquon (piano), Timpani 1C1042, 1998.
- Lili & Nadia Boulanger : mélodies, Cyrille Dubois (ténor) et Tristan Raës (piano), Aparté, 2020[6].
- Les heures claires : The Complete Songs Nadia & Lili Boulanger, Lucile Richardot (mezzo-soprano) et Anne de Fornel (piano), Harmonia Mundi HMM 90235658, 2023[7].